# Tommy Cash
Tomas Tammemets (Tallinn, 18 de novembro de 1991), conhecido profissionalmente como Tommy Cash, às vezes estilizado como TOMM¥ €A$H, é um rapper, cantor, produtor e artista visual estoniano. Representou a Estónia no Festival Eurovisão da Canção de 2025, em Basileia, com a canção «Espresso Macchiato».

## Biografia
Tomas Tammemets nasceu em Tallinn, Estónia. É de ascendência mista estoniana, cazaque, russa e ucraniana. Tomas foi criado em Kopli, um bairro humilde da periferia de Tallinn.
Na sua juventude, Tomas foi grafiteiro. Afirmou que o consumo de drogas levou-o a ser «expulso» da escola pois nunca concluiu o ensino secundário, apesar de ter feito exames, e mais tarde dedicou-se à pintura e à dança em vez da educação formal.
Na cena musical, Tomas é um conhecido dançarino de freestyle com um estilo muito diverso pois utiliza elementos de popping, krumping e breakdance.

## Discografia

### Álbuns
- 2014 – Euroz Dollaz Yeniz
- 2018 – Yes

### EP
- 2014 – C.R.E.A.M.
- 2021 – Moneysutra
- 2024 – High Fashion

### Singles
- 2013 – Oldkool
- 2014 – Euroz Dollaz Yeniz'x
- 2015 – Leave Me Alone
- 2015 – ProRapSuperstar
- 2016 – Winaloto
- 2016 – Escalade
- 2016 – Orange Soda
- 2017 – Surf
- 2017 – Rawr
- 2018 – Cry
- 2018 – Pussy Money Weed
- 2018 – Little Molly
- 2018 – X-Ray
- 2019 – Sdubid
- 2021 – Zuccenberg (feat. Suicideboys e Diplo)
- 2021 – Benz-Dealer (com Quebonafide)
- 2022 – Baby Shock (com OhGeesy e Imanbek feat. Lost Capital)
- 2024 – Tango (com bbno$)
- 2024 – Cash Ready (com Mata e Jeleel!)
- 2024 – Ass & Titties (com Salvatore Ganacci)
- 2024 – Untz Untz
- 2024 – Espresso macchiato

### Colaborações
- 2015 – Give Me Your Money (Little Big feat. Tommy Cash)
- 2017 – Delicious (Charli XCX feat. Tommy Cash)
- 2018 – Follow Me (Little Big feat. Tommy Cash)
- 2019 – Who (Modeselektor feat. Tommy Cash)
- 2019 – Impec (Lorenzo feat. Tommy Cash)
- 2019 – Click (Charli XCX feat. Tommy Cash)
- 2019 – Forever in Debt (Borgore feat. Tommy Cash)
- 2020 – Heartbass (Salvatore Ganacci feat. Tommy Cash)
- 2020 – xXXi_wud_nvrstøp_ÜXXx (Remix) (100 Gecs feat. Tommy Cash e Hannah Diamond)
- 2021 – Turn It Up (Oliver Tree e os Little Big feat. Tommy Cash)
- 2023 – It's Crazy, It's Party (Käärijä feat. Tommy Cash)